# Spermestes fringilloides
Spermestes fringilloides là một loài chim trong họ Estrildidae.